# Koumba Cissé
Pour les articles homonymes, voir Cissé.

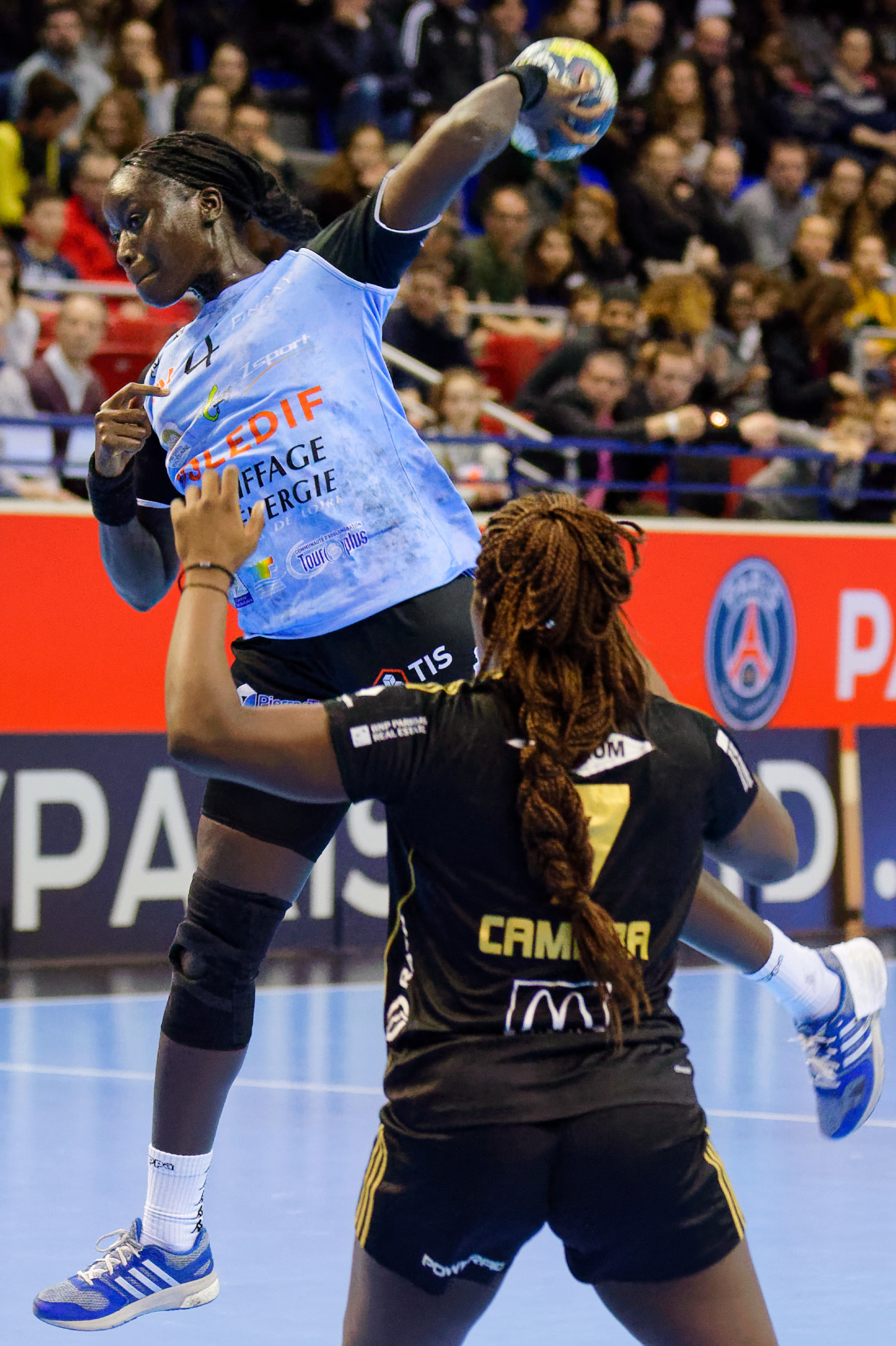
26 février 2017.

Koumba Cissé (née le 4 juin 1991 à Pontoise) est une joueuse française de handball, évoluant au poste d'arrière droite.

## Biographie
Parallèlement à son parcours sportif, Koumba Cissé a terminé ses études. Elle a obtenu en juin 2017 un Master 2 en langues et commerce international. 

## Carrière
Après avoir évolué une saison au Metz Handball en 2010-2011, elle retourne au CJF Fleury Loiret Handball, club qu'elle avait quitté une année plus tôt.
Le 27 novembre 2013, Koumba Cissé honore sa première sélection en équipe de France contre la Tunisie. Elle marque trois buts à cette occasion. Elle fait finalement partie des joueuses retenues par le sélectionneur Alain Portes pour participer au championnat du monde 2013 en Serbie.
Au cours de ce mondial, l'équipe de France, en reconstruction, réalise un parcours sans faute en phase poule avec cinq victoires, dominant notamment le Monténégro, champion d'Europe et médaillé d'argent aux Jeux olympiques en 2012. Elle écarte ensuite le Japon avant de tomber de manière inattendue en quart de finale face à la Pologne. Koumba Cissé participe à l'ensemble des sept matches disputés par l'équipe de France, inscrivant quatorze buts durant la compétition.
Après une bonne saison 2013-2014 marquée par une victoire en coupe de France, Koumba Cissé quitte Fleury pour rejoindre Le Havre.
Souvent diminuée physiquement, elle réalise une saison moyenne en Normandie. À la suite de la descente en deuxième division et aux difficultés financières du club, Koumba Cissé quitte Le Havre à l'été 2015 pour Chambray, également en 2e division.
En janvier 2018, elle signe au HBCSA Porte du Hainaut, club de Saint-Amand-les-Eaux en Division 2 avec le statut VAP. Arrivé à la troisième place du championnat de D2 et le mieux classé des clubs VAP, les amandinoises sont promues en premier division. Fin août 2018 elle quitte le club pour raisons personnelles.

## Palmarès

### En club
- championne de France en 2011 avec Metz Handball
- vainqueur de la Coupe de la Ligue en 2011 avec Metz Handball
- vainqueur de la coupe de France en 2014 avec Fleury Loiret
- finaliste de la Coupe de la Ligue en 2014 avec Fleury Loiret
- vice championne de France en 2016 avec CTHB

### En sélection
- 6e au championnat du monde en 2013 en Serbie avec la France[13]
- 5e au championnat d'Europe en 2014 en Hongrie
- 4e au championnat du monde jeunes en 2008[14]
- vainqueur du championnat d'Europe jeunes en 2007[15]
- 🏅  Vice championne d'Afrique en 2018  avec le Sénégal